# St. Aegidius (Melkendorf)

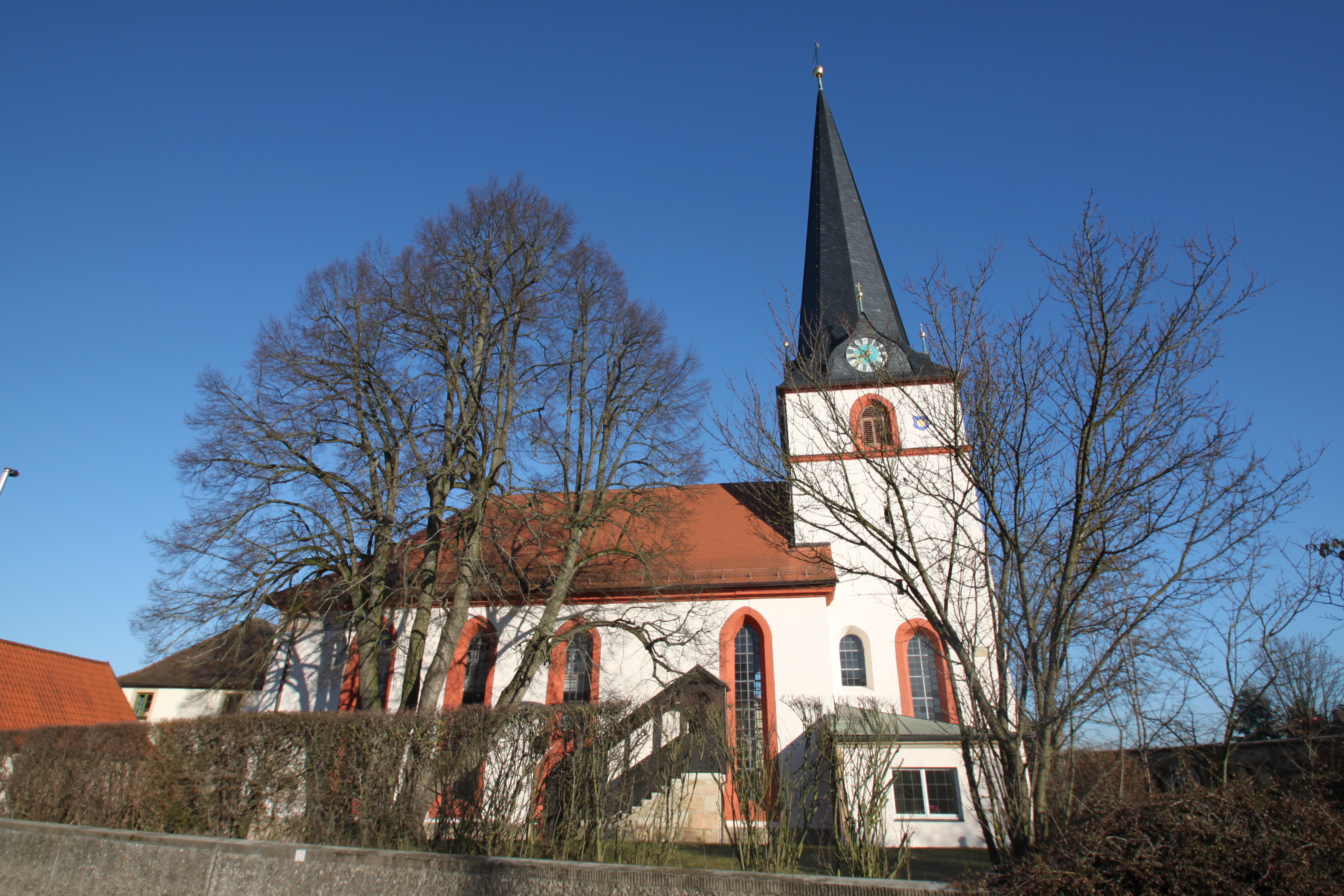
St. Aegidius (2013)

Die St.-Aegidius ist eine evangelisch-lutherische Pfarrkirche in Melkendorf, einem Gemeindeteil von Kulmbach, Oberfranken. Die Pfarrei Melkendorf gehört zum Dekanat Kulmbach im Kirchenkreis Bayreuth der Evangelisch-Lutherischen Landeskirche in Bayern.

## Geschichte
Aufgrund des Fundes zweier Kapitelle geht man davon aus, dass die erste Kirche an der Stelle der heutigen St.-Aegidius-Kirche um 1100 gebaut wurde. Vermutlich wurde diese Kirche bei einem Hussitenangriff um 1430 zerstört. Somit gilt die Kirche als eine der ältesten Oberfrankens.

Die nächste im gotischen Stil gebaute Kirchenburg brannte in der Nacht zum 15. Juli 1553 bei einem Angriff der bundesständischen Truppen nieder.

Bereits 1556 wurde mit dem Wiederaufbau begonnen. Die neue Kirche nahm während des Dreißigjährigen Krieges großen Schaden. Einwohner flüchteten ins Gewölbe der Kirche, doch auch dieses Versteck wurde von Feinden erstürmt.

In den frühen 1730er Jahren erfolgte eine ausgiebige Renovierung, in der die Kirche ihre Barockdecke erhielt. In den 1970er Jahren bekam die Kirche ihr heutiges Erscheinungsbild.